# Phanogomphus exilis
Phanogomphus exilis – gatunek ważki z rodziny gadziogłówkowatych (Gomphidae). Występuje w środkowo-południowej i południowo-wschodniej Kanadzie oraz we wschodniej połowie Stanów Zjednoczonych.